# ایکس‌تی‌وی‌ان
ایکس‌تی‌وی‌ان (ایکس شبکه ورتی جهانی؛ خلاصه شده به عنوان ایکس‌تی‌وی‌ان) یک کانال تلویزیونی جدید کره جنوبی است که متعلق به بخش سی‌جی ئی اند ام است.
در ابتدا قرار بود این کانال در 19 ژانویه 2018 راه اندازی شود، به دلیل پایین بودن رتبه بندی جایگزین ایکس‌تی‌وی‌ان شد. به دلیل تأخیر، پرتاب در تاریخ 26 ژانویه 2018 انجام شد.
ویژگی های کانال نشان می‌دهد که به شدت بر روی هزاره‌ها تمرکز دارند، به طور خاص بینندگان بین سنین 15 تا 39 را هدف قرار می‌دهند. 